# Liste der Baudenkmäler in Otterfing
Auf dieser Seite sind die Baudenkmäler in der oberbayerischen Gemeinde Otterfing zusammengestellt. Diese Tabelle ist eine Teilliste der Liste der Baudenkmäler in Bayern. Grundlage ist die Bayerische Denkmalliste, die auf Basis des Bayerischen Denkmalschutzgesetzes vom 1. Oktober 1973 erstmals erstellt wurde und seither durch das Bayerische Landesamt für Denkmalpflege geführt wird. Die folgenden Angaben ersetzen nicht die rechtsverbindliche Auskunft der Denkmalschutzbehörde.

## Baudenkmäler nach Ortsteilen

### Otterfing
| Lage                                | Objekt                                                               | Beschreibung | Akten-Nr.     | Bild                                       |
| ----------------------------------- | -------------------------------------------------------------------- | --- | ------------- | ------------------------------------------ |
| Christerweg 2, 4 und 6 (Standort)   | Ehemaliges Bauernhaus                                                | Zweigeschossiger Flachsatteldach in Blockbauweise mit umlaufender Laube und verbretterter Giebellaube, um Mitte 18. Jahrhundert, Wirtschaftsteil zu Wohnzwecken modern ausgebaut                                      | D-1-82-127-2  | weitere Bilder                             |
| Dietramszeller Straße 16 (Standort) | Wohnteil des ehemaligen Bauernhauses, sogenannt Beim Haidbauern      | Zweigeschossiger Blockbau mit Flachsatteldach, umlaufender Laube und teilverschalter Giebellaube, 1. Hälfte 18. Jahrhundert, im 19. Jahrhundert erweitert                                                             | D-1-82-127-3  | weitere Bilder                             |
| Haidgasse 13 und 15 (Standort)      | Bildstock                                                            | Fragment eines Tuffpfeilers auf Basis, 17. Jahrhundert | D-1-82-127-13 | Bildstock                                  |
| Im Kirchwinkel 3 (Standort)         | Katholische Pfarrkirche St. Georg                                    | Spätgotischer Saalbau mit Nordturm, vor 1497, Turm nach Plan von Friedrich Sustris 1584, um 1651 barockisiert, um 1860–64 regotisiert; mit Ausstattung Friedhofsummauerung, aus Tuffquadern, wohl 17./18. Jahrhundert | D-1-82-127-1  | weitere Bilder                             |
| Im Kirchwinkel 16 (Standort)        | Bauernhaus, sogenannter Alter Matheishof                             | Flachsatteldachbau mit Blockbau-Obergeschoss, südlicher Trauflaube und teilverschalter Hochlaube, wohl 1. Hälfte 18. Jahrhundert, Dachaufbau Anfang 20. Jahrhundert                                                   | D-1-82-127-5  | weitere Bilder                             |
| Kölblweg 4 (Standort)               | Ehemaliges Bauernhaus, sogenannt Beim Kölbl                          | Flachsatteldachbau mit Blockbau-Obergeschoss, umlaufender Laube und verschalter Hochlaube, 2. Viertel 18. Jahrhundert                                                                                                 | D-1-82-127-6  | weitere Bilder                             |
| Kreuzstraße 105 und 109 (Standort)  | Hofkapelle St. Leonhard, beim Lindmaierhof                           | Kleiner Satteldachbau mit Dachreiter, 1907; mit Ausstattung | D-1-82-127-7  | Hofkapelle St. Leonhard, beim Lindmaierhof |
| Palnkamer Straße 6 (Standort)       | Ehemaliges hakenförmiges Kleinbauernhaus, sogenannt Beim Haidkramerl | Zweigeschossiger Blockbau mit Flachsatteldach, zweiseitig umlaufender Laube und teilverschalter Giebellaube, 2. Hälfte 17. Jahrhundert                                                                                | D-1-82-127-8  | weitere Bilder                             |
| Palnkamer Straße 7 c (Standort)     | Wohnteil des ehemaligen Bauernhauses, sogenannt Beim Jodi            | Flachsatteldachbau mit Blockbau-Obergeschoss, umlaufender Laube und teilverschalter Giebellaube, Ende 18. Jahrhundert                                                                                                 | D-1-82-127-9  | weitere Bilder                             |
| Palnkamer Straße 41 (Standort)      | Ehemaliges Bauernhaus, sogenannt Beim Rechenmacher                   | Flachsatteldachbau mit verputztem Blockbau-Obergeschoss, umlaufender Laube und teilverschalter Giebellaube, um 1812                                                                                                   | D-1-82-127-10 | weitere Bilder                             |
| Tegernseer Straße 16 (Standort)     | Wohnteil des ehemaligen Bauernhauses,                                | Zweigeschossiger historistischer Flachsatteldachbau mit Kniestock, rustizierender Erdgeschossgliederung und giebelseitigen Balusterlauben, 1875–90                                                                    | D-1-82-127-11 | Wohnteil des ehemaligen Bauernhauses,      |
| Tegernseer Straße 23 (Standort)     | Wohnhaus                                                             | Zweigeschossiger Putzbau mit Mansardwalmdach, um 1760 | D-1-82-127-12 | Wohnhaus                                   |

### Bergham
| Lage                                | Objekt                                           | Beschreibung | Akten-Nr.     | Bild           |
| ----------------------------------- | ------------------------------------------------ | --- | ------------- | -------------- |
| Bergham 1 (Standort)                | Katholische Filialkirche St. Valentin            | Kleiner spätgotischer Saalbau mit eingezogenem Chor und Ostturm, bezeichnet mit 1523; mit Ausstattung                                                                                             | D-1-82-127-14 | weitere Bilder |
| Dietramszeller Straße 27 (Standort) | Bauernhaus, sogenannt Beim Schneider             | Zweigeschossiger Blockbau mit Flachsatteldach und dreiseitig umlaufender Laube, Mitte 18. Jahrhundert, verbretterter Dachaufbau bezeichnet mit 1855, Wirtschaftsteil, Mitte 19. Jahrhundert       | D-1-82-127-16 | weitere Bilder |
| Dietramszeller Straße 38 (Standort) | Ehemaliger Einfirsthof, sogenannt Beim Stazihias | Zweigeschossiger Flachsatteldachbau mit verputztem Blockbauwohnteil, Hochlaube, Traufsöller und Bundwerk am Wirtschaftsteil, im Kern 17. oder 18. Jahrhundert, Anfang 19. Jahrhundert umgestaltet | D-1-82-127-17 | weitere Bilder |

### Holzham
| Lage                 | Objekt                | Beschreibung | Akten-Nr.     | Bild                  |
| -------------------- | --------------------- | --- | ------------- | --------------------- |
| Holzham 3 (Standort) | Ehemaliges Bauernhaus | Zweigeschossiger Blockbau mit Flachsatteldach und umlaufender Laube, 17. Jahrhundert, Ausbau im 18. und 19. Jahrhundert und 1981f. | D-1-82-127-18 | Ehemaliges Bauernhaus |

### Palnkam
| Lage                 | Objekt    | Beschreibung                                                               | Akten-Nr.     | Bild           |
| -------------------- | --------- | -------------------------------------------------------------------------- | ------------- | -------------- |
| Palnkam 1 (Standort) | Kapelle   | Kleiner Satteldachbau mit Dachreiter, 1701, 1896 erneuert; mit Ausstattung | D-1-82-127-19 | weitere Bilder |
| Palnkam 1 (Standort) | Bildstock | Tuffsteinpfeiler mit nachgotischer Laterne, 1. Hälfte 17. Jahrhundert      | D-1-82-127-20 | weitere Bilder |

### Wettlkam
| Lage                              | Objekt                             | Beschreibung | Akten-Nr.     | Bild           |
| --------------------------------- | ---------------------------------- | --- | ------------- | -------------- |
| Wettlkam 1 (Standort)             | Katholische Filialkirche Hl. Kreuz | Kleiner spätgotischer Saalbau mit polygonalem Chorschluss und Dachreiter, Anfang 16. Jahrhundert; mit Ausstattung Einfriedungsmauer, aus Tuffblöcken, wohl 17. Jahrhundert                                                   | D-1-82-127-21 | weitere Bilder |
| Wettlkam 34, 36 und 27 (Standort) | Ehemaliges Bauernhaus              | Zweigeschossiger Blockbau mit Flachsatteldach, umlaufender Laube und teilverschalter Giebellaube, Ende 17. Jahrhundert Ehemaliger Getreidekasten, Blockbau mit Satteldach und giebelseitiger Laube, 16. oder 17. Jahrhundert | D-1-82-127-22 | weitere Bilder |
| In Wettlkam (Standort)            | Kapellen-Bildstock                 | Kleiner offener Satteldachbau, 19. Jahrhundert | D-1-82-127-23 | weitere Bilder |
| In Wettlkam (Standort)            | Bildstock                          | Tuffpfeiler mit Aufsatz, 1678 | D-1-82-127-24 | weitere Bilder |

## Ehemalige Baudenkmäler
In diesem Abschnitt sind Objekte aufgeführt, die früher einmal in der Denkmalliste eingetragen waren, jetzt aber nicht mehr. Objekte, die in anderem Zusammenhang – also z. B. als Teil eines Baudenkmals – weiter eingetragen sind, sollen hier nicht aufgeführt werden. Aktennummern in diesem Abschnitt sind ehemalige, jetzt nicht mehr gültige Aktennummern.

| Lage                         | Objekt                                | Beschreibung                                                                                     | Akten-Nr.      | Bild |
| ---------------------------- | ------------------------------------- | ------------------------------------------------------------------------------------------------ | -------------- | ---- |
| Bergham Bergham 4 (Standort) | Kleinbauernhaus, sogenannt Beim Weber | Wohnteil zweigeschossiger Blockbau mit Laube. Erste Hälfte 17. Jahrhundert Haus wurde abgerissen | D-1-82-127-15? | BW   |
| Dietramszeller Straße ()     |                                       | nicht nachqualifiziert, im Bayerischen Denkmal-Atlas nicht kartiert                              | D-1-82-127-4   |      |